# 음식사진

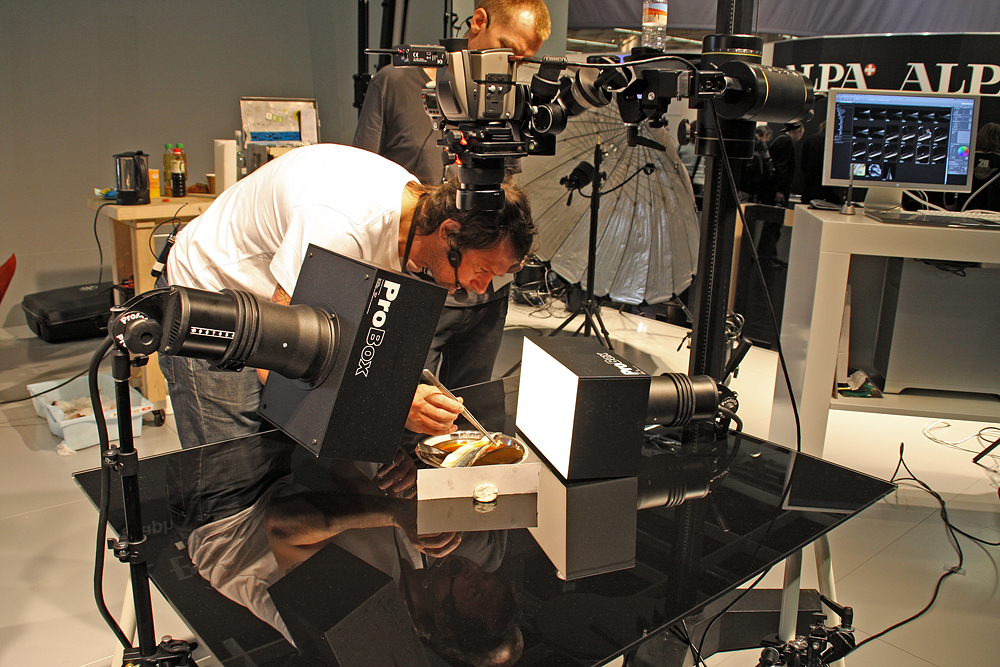
음식사진을 찍기 위해 작업을 하고 있는 모습.

음식사진(飮食寫眞)은 말 그대로 음식을 찍은 사진이다. 매력적인 음식 정물 사진을 만드는 데 사용되는 정물 사진 장르이기도 하다. 상업 사진의 전문 분야로서 그 결과물은 광고, 잡지, 포장, 메뉴 또는 요리책에 사용된다. 전문적인 음식 사진 촬영은 일반적으로 아트 디렉터, 사진작가, 푸드 스타일리스트, 소품 스타일리스트 및 보조원이 참여하는 공동 작업이다. 소셜 미디어의 출현으로 아마추어 음식 사진이 레스토랑 손님들 사이에서 인기를 얻었다.
광고에서 음식 사진은 광고된 음식, 특히 패스트푸드의 매력이나 크기를 과장하기 위해 사용되기도 한다.

## 푸드 스타일리스트
푸드 스타일리스트(Food stylist)는 주로 책, 잡지의 사진이나, 광고나 영화 등 영상 작품의 촬영 현장에서 촬영된 요리나 테이블 세팅 등의 연출을 다루는 직업이다. 이 일 자체는 푸드 스타일링으로 호칭된다.